# Legs et Littérature
Legs et Littérature, « sous-titrée Revue de littérature contemporaine », est une revue d’idées et de critique littéraire fondée à Port-au-Prince en 2012 par Wébert Charles et Dieulermesson Petit Frère.

## Historique
Fondée en Haïti en octobre 2012, Legs et Littérature est une revue d’idées et de critique littéraire consacrée à la littérature francophone contemporaine. Produite par l'Association Legs et Littérature (ALEL) et publiée à l’origine de façon semestrielle, sa périodicité a changé en 2023. Elle devient annuelle avec la parution du 21e numéro consacré à la thématique Corps et Politique.
La revue a entre autres objectifs de produire un discours sur la littérature francophone et faire connaître la littérature des îles par-delà les frontières géographiques, politiques et linguistiques. Elle donne la parole aux chercheurs, créateurs et passeurs de mots, de signes et d’images du monde entier afin de renouveler le discours littéraire sur ces littératures.
Son accueil dans les milieux littéraire et intellectuel a été très favorable.

## Présentation
L’idée de créer cette revue a commencé à germer en 2010 dans les mois qui ont suivi le tremblement de terre ayant frappé Haiti. La nécessité de proposer un nouveau discours sur la critique littéraire et créer un espace de parole pour la diffusion de ce discours s'imposait. À la fin du premier trimestre de l’année 2011, le premier comité de direction est constitué et le projet commence à prendre forme. Entre avril et août, un appel restreint est lancé pour la réalisation du premier numéro. Il paraît en février 2013 autour du thème : Insularité(s).
La revue dispose d’un comité scientifique composé de chercheurs et universitaires de différentes universités européennes, américaines et africaines.
De 2012 à 2022, vingt numéros sont déjà parus. Trois ont fait l’objet de 2 volumes : le numéro 14 consacré à la thématique Littérature et Politique, le numéro 17 à l’Afrique et le double numéro 19-20 sur les relations entre littérature, religion et la spiritualité. Deux numéros spéciaux sont consacrés à deux écrivains centenaires : la romancière Marie Vieux-Chauvet et l’écrivain, médecin et homme politique Jacques Stephen Alexis. Notons également la parution d’un numéro sur la critique littéraire,, "nécessaire à la santé du livre en Haiti" et un autre sur la Francophonie.
Legs et Littérature est publiée par LEGS ÉDITION. Elle entend stimuler et valoriser la recherche en littérature contemporaine de langue française.

### Événements
- Lancement du premier numéro de la revue à la Festival Arts, Pétion-Ville, 16 mars 2013.
- Rencontre-débat à l’occasion du lancement du 3e numéro consacré à la thématique Dictature, Révolte et Écritures féminines, « Les femmes et la dictature[15] » à la Direction nationale du livre avec Évelyne Trouillot et Yanick Lahens, Wébert Charles et Dieulermesson Petit-Frère, Pacot, 15 mars 2014.
- Rencontre à la Bibliothèque nationale d’Haïti autour du 6e numéro consacré à la Littérature jeunesse avec Taïna Tranquille, Wébert Charles, Dieulermesson Petit-Frère et Mirline Pierre, Port-au-Prince, 16 décembre 2015.
- Atelier de travail avec des élèves du Nouveau Collège Bird, « La conception et la réalisation d’une revue »[16], Port-au-Prince 17 mars 2016.
- Causerie à La Halle des Blancs-Manteaux, « La revue lieu de relation », avec Jean Erian Samson et Mirline Pierre, 32e Salon de la revue, Paris, 16 octobre 2022.
- Journée d'étude Lire Jacques Stephen Alexis à l'Université Paris-Est Créteil (UPEC) suivie d'une exposition des oeuvres de Jacques Stephen Alexis à la bibliothèque de l'UPEC à l'occasion de la parution du 18e numéro de la revue, Créteil, 9 decembre 2022.